# Château Musar

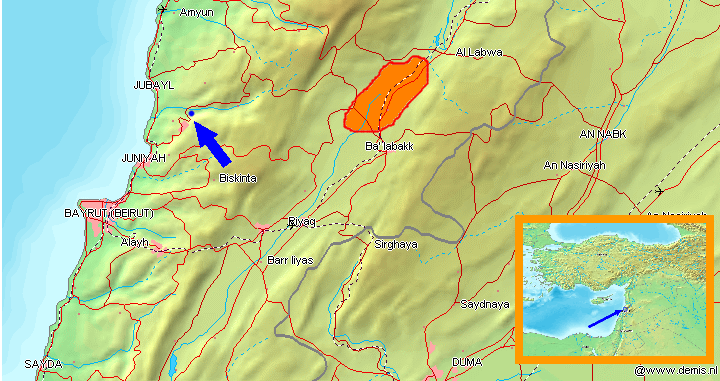
Pfeil: Lage der Kellerei
Rotes Feld: Herkunft des Lesegutes

Château Musar ist die bekannteste Weinkellerei im Libanon. Auch das Spitzenprodukt dieser Kellerei, ein bemerkenswerter, in manchen Jahren hervorragender Rotwein, trägt den Namen Château Musar. Bekannt wurde dieser Wein 1979, als er auf einer Weinmesse in England fast einhellig mit sehr hohen Noten bewertet wurde.
Die Kellerei wurde 1930 vom Franzosen Gaston Hochar im aus dem 18. Jahrhundert stammenden Schloss Mzar, nahe dem Städtchen Ghazir, etwa 25 Kilometer nordnordöstlich von Beirut, gegründet. Eigene Weinberge besitzt die Kellerei nicht, sondern keltert Lesegut einiger vertraglich fest an die Kellerei gebundener Weinbauern aus der Bekaa-Ebene. Sowohl Bestockung und Rebpflege unterliegen dem Management der Kellerei. Die gesamte Rebfläche umfasst etwa 130 Hektar; die einzelnen Rieden liegen zerstreut auf etwa 1000 Meter Höhe auf kiesigen Kalkböden. Die Hektarerträge der inzwischen mit durchschnittlich 40 Jahren im besten Alter stehenden Rebstöcke wird mit etwa 25 Hektoliter stark limitiert.

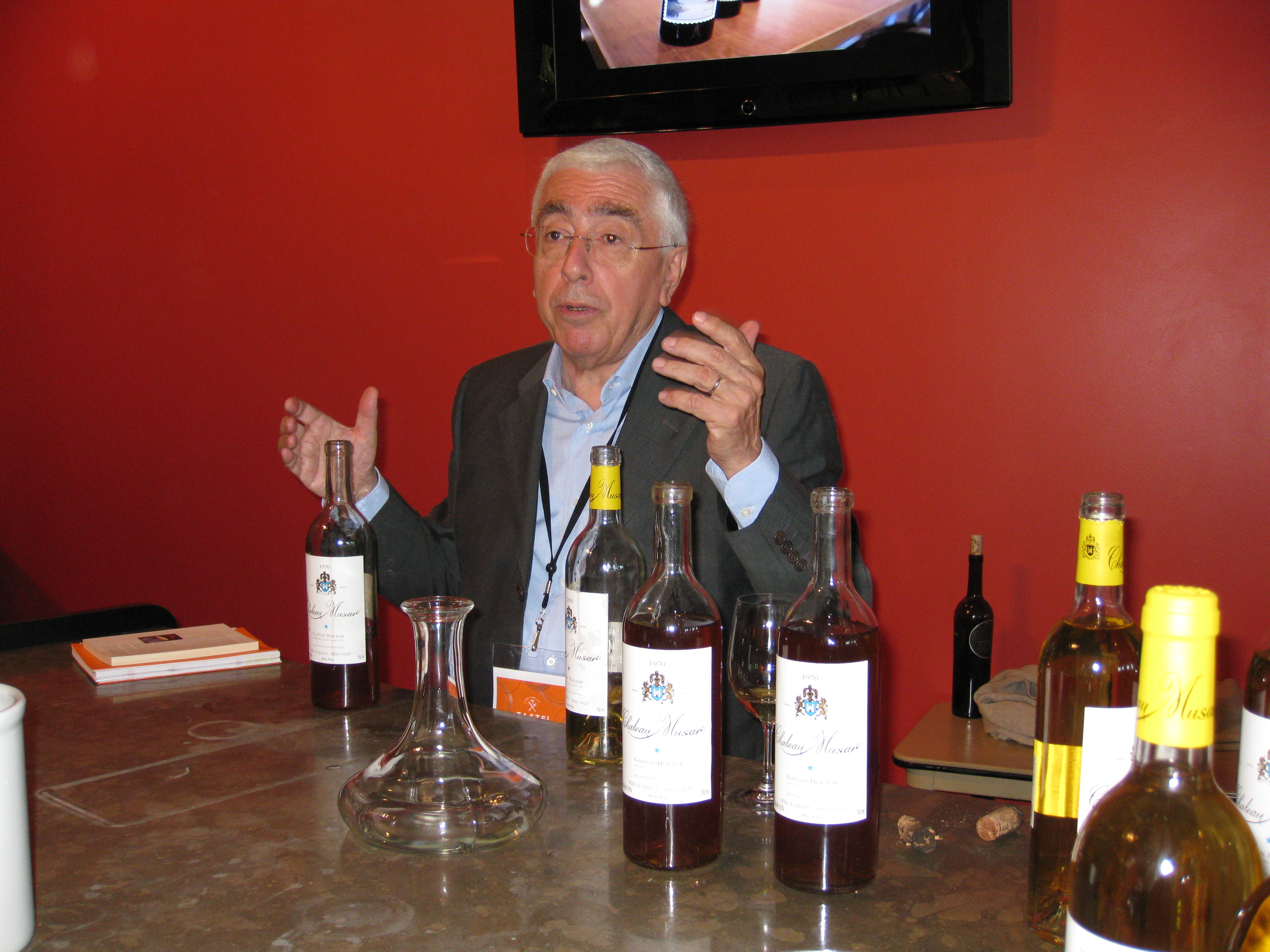
Serge Hochar bei einer Weinpräsentation

Bis zu seinem Tod am 31. Dezember 2014 leitete der Sohn des Gründers, Serge, ein in Bordeaux ausgebildeter Önologe als Kellermeister das Unternehmen. Dessen Bruder Ronald ist für Finanzen und Marketing zuständig. Die Kellertechnik des Betriebes entspricht modernsten Standards, vinifiziert wird im klassischen Bordeaux-Stil. Die Weine werden weder gefiltert noch geschönt.
Spitzenprodukt der Kellerei ist der rote Château Musar, eine Cuvée aus Cabernet Sauvignon, Cinsaut, Carignan und einer kleinen Menge Syrah, wobei die Zusammensetzung von Jahr zu Jahr stark variieren kann. Jede Sorte reift bis zu zwei Jahre in französischen Eichenfässern, erst im dritten Jahr werden die Sorten in unterschiedlichen, von der jeweiligen Sortencharakteristik abhängigen Prozentsätzen verschnitten. Bevor ein Château Musar in den Handel kommt, altert er noch mindestens vier Jahre in der Flasche. Der Château Musar ist ein dunkler, voluminöser Wein mit meist ausgeprägten Tanninen. Er ist immer ein hervorragender Wein, der oft mit guten Bordeaux verglichen wird, auch wenn ihm die Differenziertheit und Eleganz dieser Weine nicht in diesem Maße eigen ist. Der Wein ist exzellent lagerfähig und gelangt erst nach etwa 10 Jahren auf seinen Höhepunkt.
Neben diesem Spitzenprodukt vermarktet die Kellerei weitere bemerkenswerte Rot- und Weißweine, sowie Edelbrände, wie den mindestens dreimal gebrannten L’Arack de Musar. Hervorzuheben ist der weiße Château Musar, der aus Trauben einheimischer Reben, nämlich der Obaideh und der Merwah gekeltert wird. Auch dieser Weißwein, der bei frischen Aromen von Limetten und Zitronengras auch schwerere Nussnuancen aufweist, altert sehr gut.